# کالج پراویدنس
کالج پراویدنس (انگلیسی: Providence College) یک دانشگاه خصوصی کلیسای کاتولیک در پراویدنس، رود آیلند در آمریکا است. این دانشگاه که در سال ۱۹۱۷ توسط فرقه دومینیکن و اسقف محلی تأسیس شد، ۴۷ رشته در مقطع کارشناسی و ۱۷ برنامه تحصیلات تکمیلی ارائه می‌کند.